# Kościół św. Leopolda w Follonice
Kościół św. Leopolda (wł. Chiesa di San Leopoldo, potocznie Żelazny Kościół, wł. Chiesa della Ghisa) – rzymskokatolicka świątynia we włoskim mieście Follonica.

## Historia
Budowę świątyni rozpoczęto w 1836 roku, na zlecenie wielkiego księcia Leopolda II, który wskazał miejsce pod jego budowę. Świątynię konsekrowano w 1838 roku, lecz budowę ostatecznie ukończono trzy lata później. Autorem projektu kościoła byli Alessandro Manetti i Carlo Reishammer. 

## Architektura
Świątynia neoklasycystyczna, jednonawowa, wzniesiona na planie krzyża. W prezbiterium kościoła wbudowana jest dzwonnica. Przed wejściem do kościoła znajduje się portyk, który wykonany jest w całości z żelaza, które obrobiono w miejscowej odlewni Ilva. 

## Galeria

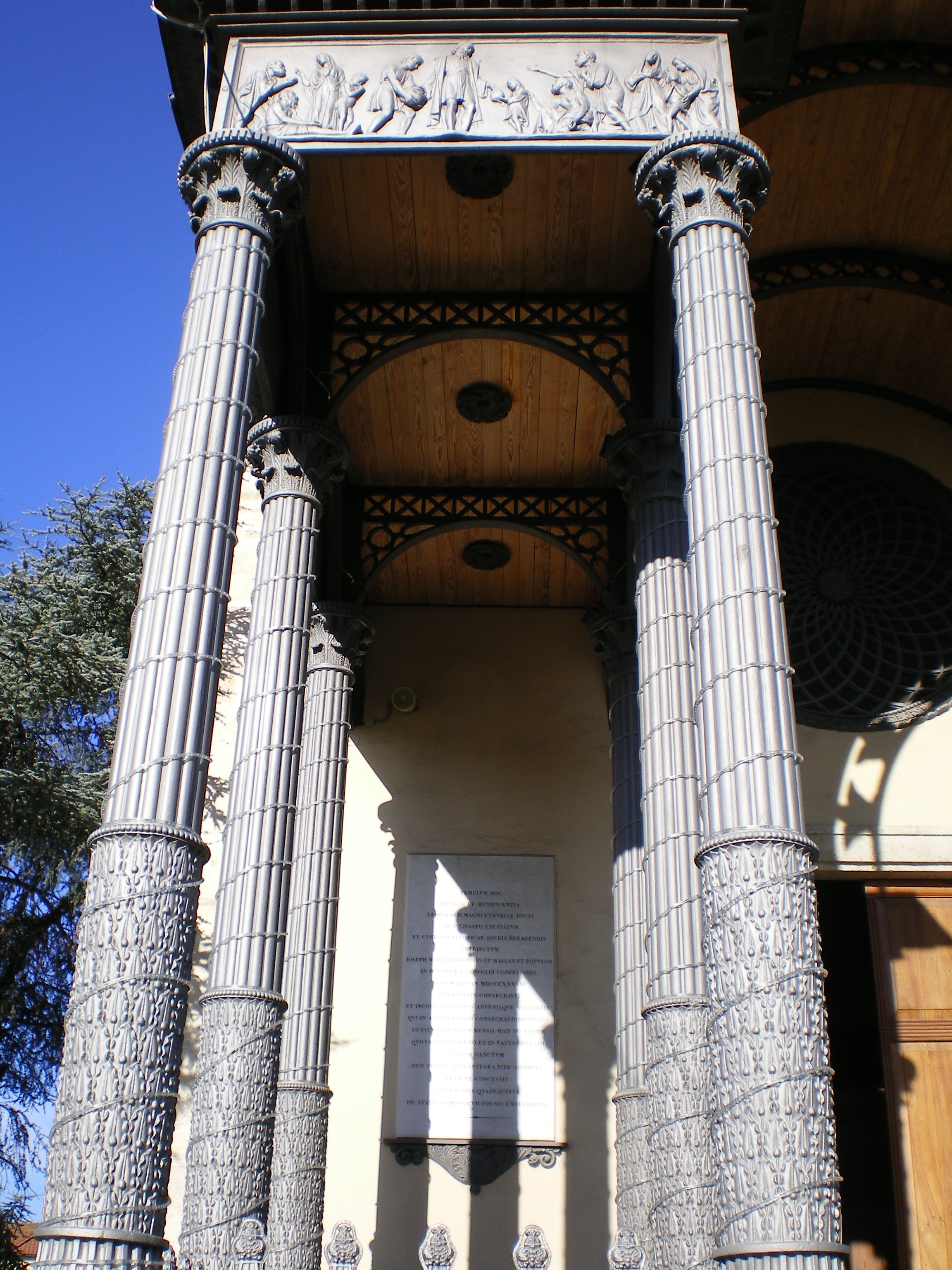
Boczna część portyku
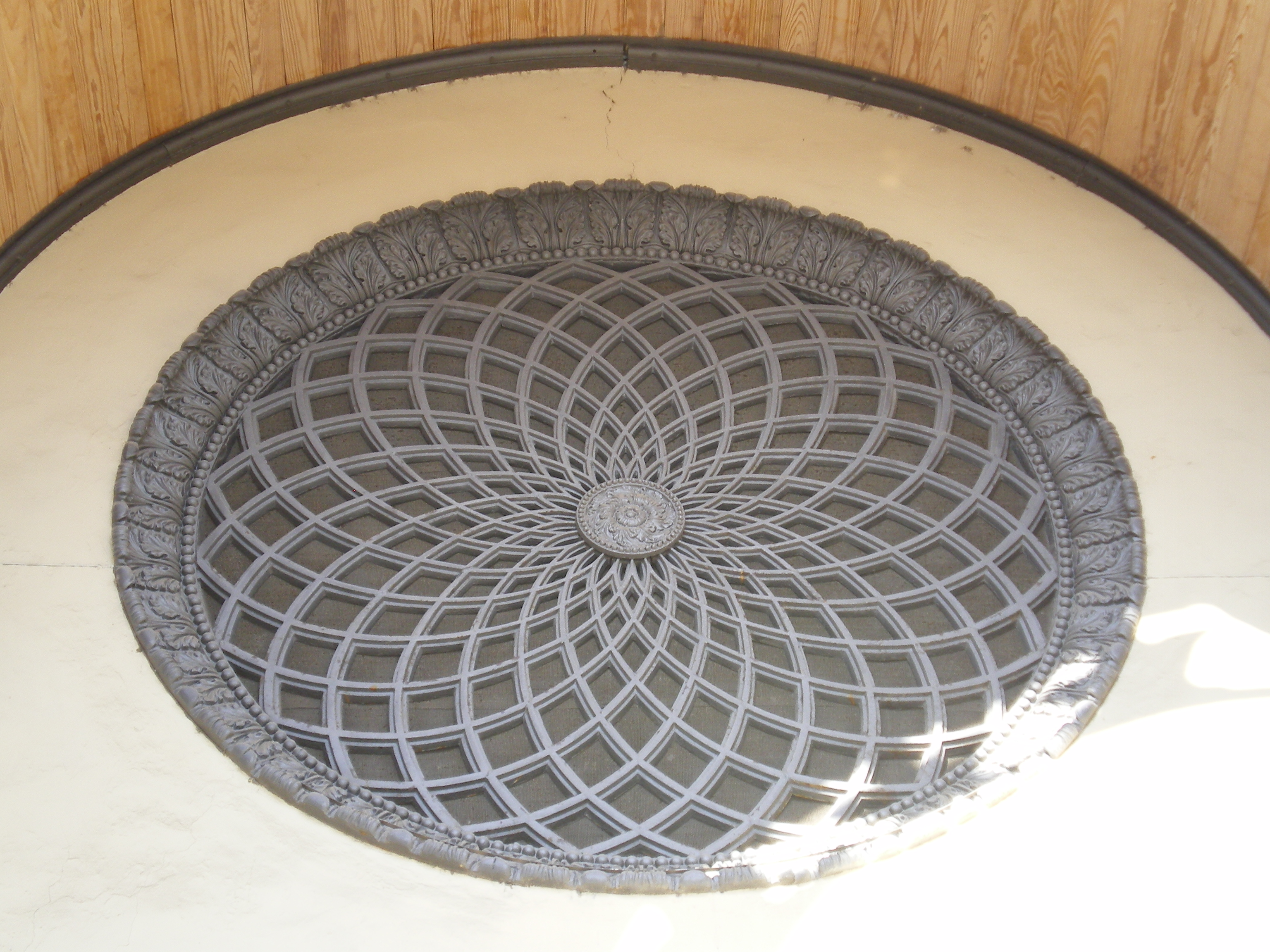
Rozeta
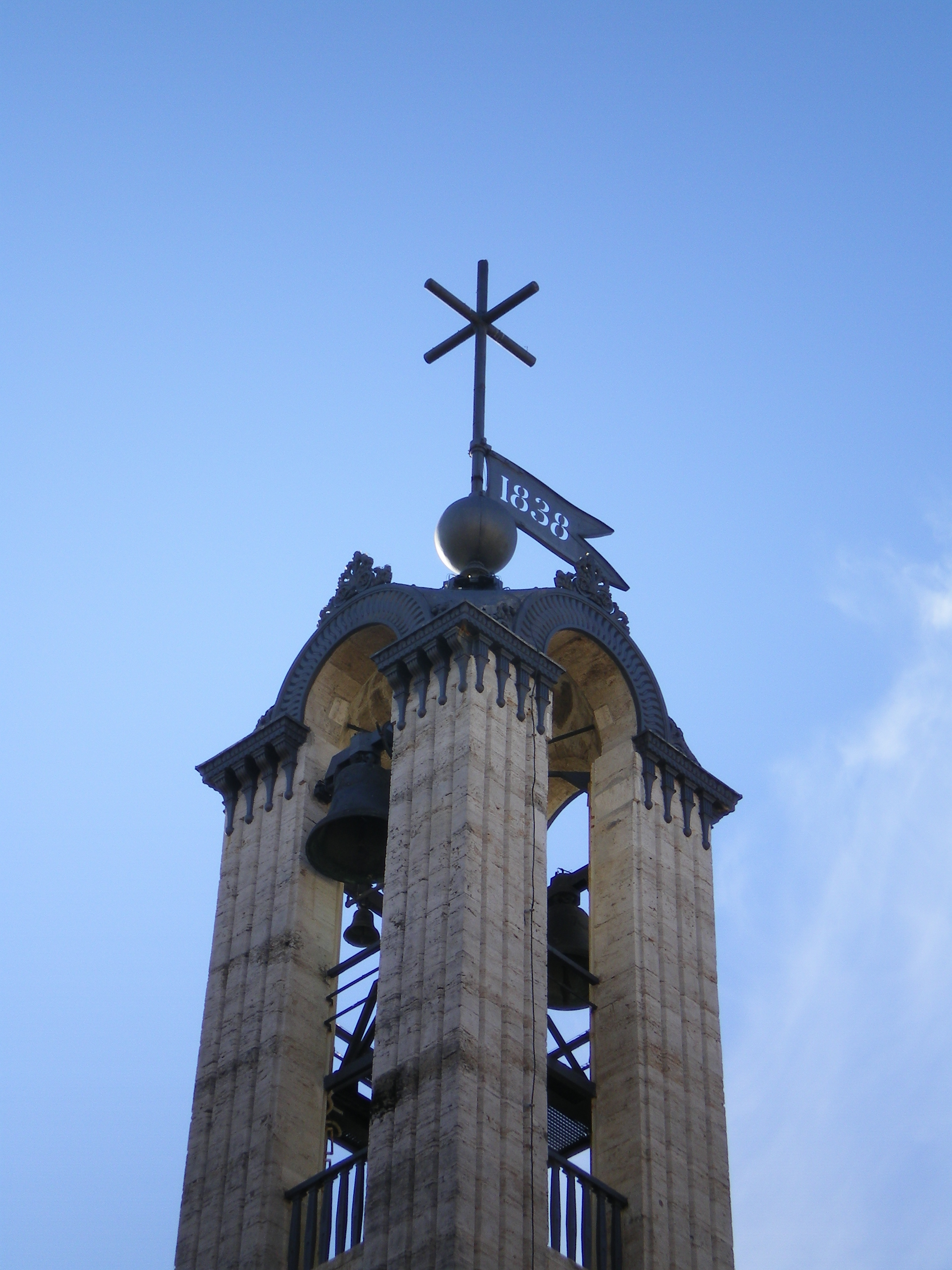
Dzwonnica